# Юргінське
Юргі́нське (рос. Юргинское) — село, адміністративний центр Юргінського району Тюменської області, Росія.

## Географія
Розташоване на березі річки Юрга за 41 км від залізничної станції Вагай (на лінії Тюмень — Омськ).

## Історія
Засноване на початку XVIII століття.

## Населення
Населення — 4546 осіб (2010, 4636 у 2002).
Національний склад станом на 2002 рік:
- росіяни — 95 %